# Гомогенизатор
Гомогенизатор — аппарат для гомогенизации. Гомогенизаторы решают задачу создания однородных (гомогенных), (относительно) устойчивых, многофазных дисперсионных систем. Однородность гомогенизированных систем обеспечивается перераспределением компонентов в объёме дисперсионной среды каким либо способом (чаще механическим умешиванием компонентов). Устойчивость гомогенизированных систем обеспечивается за счёт максимального дробления дисперсных фаз и за счёт введения поверхностно-активных веществ.
Гомогенизаторы работают с жидкой дисперсной средой. Гомогенизируемая дисперсная фаза может быть твёрдой (например, пигменты в масляных красках), жидкой (например, жиры в молоке и майонезе), газообразной (например, воздушные пузырьки в безе, суфле или мороженом). Некоторые гомогенизаторы работают с газообразной дисперсионной средой. Дисперсная фаза обычно образуется жидкостью (различные увлажнители, паро- и дымогенераторы).

## Виды гомогенизаторов
- Механический гомогенизатор РПГ представляет собой ножевое перемешивающее устройство. Скорости ножей механических гомогенизаторов могут варьироваться от нескольких десятков оборотов в минуту (например, фризеры) до десятков тысяч оборотов в минуту (например, лабораторные гомогенизаторы биологических проб).
- Ультразвуковые гомогенизаторы — устройства, обеспечивающие дробление и перемешивание (как правило жидких) фаз за счёт кавитации. Ультразвуковые гомогенизаторы, как уже было сказано, используются для гомогенизации смесей жидкостей, а также применяются в ультразвуковых системах увлажнения воздуха, генераторах дыма.
- Гомогенизаторы высокого давления — насосы высокого давления (обычно поршневые (плунжерные) насосы), продавливающие гомогенизируемый продукт под высоким давлением сквозь регулируемый зазор. Основными характеристиками являются давление в процессе работы и производительность. Для сравнимости различных приборов используют производительность по воде, так как на различных продуктах производительность будет различаться. Широкое применение эти устройства нашли при переработке молока. В процессе гомогенизации шарики жира в молоке дробятся на более мелкие. За счёт этого достигается равномерное распределение жира, однородность продукта и повышенная вязкость; продукт приобретает стойкость к отстаиванию сливок и развитию процессов окисления.

Известны гомогенизаторы (устройства для получения однородных эмульсий, или смесей жидкостей) и диспергаторы (устройства для получения однородных, то есть дисперсных, смесей жидкостей и твёрдых веществ). Как правило, эти устройства используют механические или гидродинамические, а также термодинамические эффекты, например, кавитацию — явление кипения жидкостей при нормальной температуре и пониженном давлении, возникающее при течении жидкости по каналу переменного сечения.
При получении эмульсий лаков, мазей, продуктов питания и тому подобных такую смесь получают путём длительного механического перемешивания различных (2-х и более) взаимно нерастворимых веществ.
На сегодняшний день производятся самые разнообразные виды гомогенизаторов. Стоимость их зависит от качества гомогенизации и длительности использования установки.